# Jaime de Bourbon de Parme
Jaime Bernardo prins de Bourbon de Parme (Nijmegen, 13 oktober 1972) is een zoon uit het huwelijk van de Nederlandse prinses Irene en prins Carel Hugo van Bourbon-Parma. Van 2014 tot 2018 was Jaime ambassadeur bij de Heilige Stoel voor het Koninkrijk der Nederlanden.

## Familie en jeugd
Zijn tweelingzuster Margarita werd een minuut eerder geboren. Hij heeft nog een oudere broer Carlos en een jongere zuster, Carolina. Jaime werd zes weken te vroeg geboren en verbleef met zijn zus zes weken in een couveuse in het Radboudziekenhuis. De tweeling werd door kardinaal Alfrink gedoopt. Hierbij trad prins Bernhard der Nederlanden op als peter voor Jaime. In 1981 besloten de ouders van Jaime te scheiden. Jaime ging met zijn moeder, broer en zussen in een villa in de buurt van paleis Soestdijk wonen. Later verhuisden zij naar de villa Mariënhove in Wijk bij Duurstede.
Jaime is peetoom van Zaria gravin van Oranje-Nassau, dochter van wijlen prins Friso van Oranje-Nassau van Amsberg en prinses Mabel. Ook is Jaime peetoom van zijn nichtje Luisa de Bourbon de Parme, dochter van prins Carlos de Bourbon de Parme en prinses Annemarie.

## Huwelijk
Op 12 augustus 2013 werd de verloving van Jaime met Viktória Cservenyák (Boedapest, 25 mei 1982) openbaar gemaakt. Op 3 oktober 2013 vond het burgerlijk huwelijk plaats in Wijk bij Duurstede. Het kerkelijk huwelijk was in Apeldoorn in de Onze Lieve Vrouwe ten Hemelopnemingkerk op 5 oktober 2013. Uit dit huwelijk zijn geboren:
- Zita Clara (Amsterdam, 21 februari 2014)
- Gloria Irene (Rome, 9 mei 2016)

## Studie en werkzaamheden
Jaime studeerde internationale betrekkingen aan de Brown-universiteit (VS) en rondde deze studie af met een postdoctorale studie Master in Internationale Economie en Conflict Management aan de Johns Hopkins University in Amerika. Tijdens zijn studie liep hij stages bij het WNF en het Rode Kruis. Hij werkte bij het ministerie van Buitenlandse zaken, eerst als eerste secretaris van de Nederlandse ambassade in Bagdad, daarna als politiek adviseur  van een militaire vredesmissie in Pol-e Khomri in de provincie Baghlan in Afghanistan. Jaime was tot de zomer van 2007 gedetacheerd bij het kabinet van eurocommissaris Neelie Kroes in Brussel en keerde vervolgens terug naar het ministerie van Buitenlandse Zaken in Den Haag, waar hij de functie van Speciaal Vertegenwoordiger Natuurlijke Hulpbronnen bekleedde. In februari 2014 werd hij benoemd tot Nederlands ambassadeur bij de Heilige Stoel. Prins Jaime is op 15 juli 2014 door koning Willem-Alexander beëdigd tot ambassadeur. Op 20 december 2014 bood hij zijn geloofsbrieven aan aan paus Franciscus. Hij ging met zijn gezin in Rome wonen. Hij oefende deze functie uit tot 20 augustus 2018. Vervolgens werkte hij vanuit Geneve bij de VN vluchtelingen agentschap (UNHCR) als Senior Advisor Private Sector Partnerships aan toegang tot schone en veilige energie in vluchtelingenkampen. Per 1 augustus 2021 is hij klimaatgezant voor het Koninkrijk der Nederlanden.

## Overige bezigheden
Jaime heeft als interviewer meegewerkt aan de documentaireserie "Afrika, oorlog is Business". Hier heeft hij onderzocht hoe het kan dat landen zo rijk aan grondstoffen nog steeds overheerst worden door armoede en de rol die de natuurlijke rijkdommen spelen bij het ontstaan van conflicten. In Sierra Leone gaat het om diamanten, in Liberia om tropisch hout en in Congo-Kinshasa om goud en kobalt. In de documentaire worden mogelijke oplossingen gezocht vanuit de internationale gemeenschap en vanuit een bewustwordingsproces van de consument, de kijker.

## Titels en onderscheidingen
Jaime de Bourbon de Parme is lid van de na inlijving Nederlandse adellijke familie De Bourbon de Parme en draagt daardoor volgens het adelsrecht de titel van prins en het predicaat van koninklijke hoogheid; hij kan dus worden aangeduid als Zijne Koninklijke Hoogheid Jaime prins de Bourbon de Parme. 
Zijn vader verleende hem in 1996 de in Nederland niet erkende Parmezaanse adellijke titel 'graaf van Bardi' en in 2003 kreeg hij de in Nederland evenmin erkende Carlistische adellijke titel van 'hertog van San Jaime'. Deze titel werd eerder gedragen door de Carlistische troonpretendent Alfonso Carlos de Borbón (1849-1936).
Jaime is grootkanselier van de Orde van de Heilige Lodewijk voor Civiele Verdienste, een huisorde van de Bourbon de Parmes.
Sinds januari 2014 is Jaime de beschermheer van de veteranen van het Garderegiment Fuseliers Prinses Irene waarvan zijn moeder de naamgeefster is.

## Kwartierstaat
| Robert I van Bourbon-Parma (1848-1907) | Robert I van Bourbon-Parma (1848-1907) | Robert I van Bourbon-Parma (1848-1907) | Robert I van Bourbon-Parma (1848-1907) | Robert I van Bourbon-Parma (1848-1907) | Robert I van Bourbon-Parma (1848-1907) | Maria Antonia van Bragança (1862-1959) | Maria Antonia van Bragança (1862-1959) | Maria Antonia van Bragança (1862-1959) | Maria Antonia van Bragança (1862-1959) | Maria Antonia van Bragança (1862-1959)   | Maria Antonia van Bragança (1862-1959)   |                                          |                                          | Marie Louis Gabriel Georges de Bourbon-Busset, graaf van Lignières (1860-1932) | Marie Louis Gabriel Georges de Bourbon-Busset, graaf van Lignières (1860-1932) | Marie Louis Gabriel Georges de Bourbon-Busset, graaf van Lignières (1860-1932) | Marie Louis Gabriel Georges de Bourbon-Busset, graaf van Lignières (1860-1932) | Marie Louis Gabriel Georges de Bourbon-Busset, graaf van Lignières (1860-1932) | Marie Louis Gabriel Georges de Bourbon-Busset, graaf van Lignières (1860-1932) | Marie Jeanne de Kerret de Quillien (1866-1958)       | Marie Jeanne de Kerret de Quillien (1866-1958)       | Marie Jeanne de Kerret de Quillien (1866-1958) | Marie Jeanne de Kerret de Quillien (1866-1958) | Marie Jeanne de Kerret de Quillien (1866-1958) | Marie Jeanne de Kerret de Quillien (1866-1958) |  |  | Bernhard van Lippe (1872-1934)   | Bernhard van Lippe (1872-1934)   | Bernhard van Lippe (1872-1934)   | Bernhard van Lippe (1872-1934)   | Bernhard van Lippe (1872-1934)             | Bernhard van Lippe (1872-1934)             | Armgard von Cramm (1883-1971)              | Armgard von Cramm (1883-1971)              | Armgard von Cramm (1883-1971)              | Armgard von Cramm (1883-1971)              | Armgard von Cramm (1883-1971)       | Armgard von Cramm (1883-1971)       |                                     |                                     | Hendrik van Mecklenburg-Schwerin (1876–1934) | Hendrik van Mecklenburg-Schwerin (1876–1934) | Hendrik van Mecklenburg-Schwerin (1876–1934) | Hendrik van Mecklenburg-Schwerin (1876–1934) | Hendrik van Mecklenburg-Schwerin (1876–1934) | Hendrik van Mecklenburg-Schwerin (1876–1934) | Wilhelmina der Nederlanden (1880–1962) | Wilhelmina der Nederlanden (1880–1962) | Wilhelmina der Nederlanden (1880–1962) | Wilhelmina der Nederlanden (1880–1962) | Wilhelmina der Nederlanden (1880–1962) | Wilhelmina der Nederlanden (1880–1962) |  |  |  |  |  |  |  |  |  |  |  |  |  |  |  |  |  |  |  |  |  |  |  |  |  |  |  |  |  |  |  |  |  |  |  |  |  |  |  |  |  |  |  |  |  |  |  |  |
| Robert I van Bourbon-Parma (1848-1907) | Robert I van Bourbon-Parma (1848-1907) | Robert I van Bourbon-Parma (1848-1907) | Robert I van Bourbon-Parma (1848-1907) | Robert I van Bourbon-Parma (1848-1907) | Robert I van Bourbon-Parma (1848-1907) | Maria Antonia van Bragança (1862-1959) | Maria Antonia van Bragança (1862-1959) | Maria Antonia van Bragança (1862-1959) | Maria Antonia van Bragança (1862-1959) | Maria Antonia van Bragança (1862-1959)   | Maria Antonia van Bragança (1862-1959)   |                                          |                                          | Marie Louis Gabriel Georges de Bourbon-Busset, graaf van Lignières (1860-1932) | Marie Louis Gabriel Georges de Bourbon-Busset, graaf van Lignières (1860-1932) | Marie Louis Gabriel Georges de Bourbon-Busset, graaf van Lignières (1860-1932) | Marie Louis Gabriel Georges de Bourbon-Busset, graaf van Lignières (1860-1932) | Marie Louis Gabriel Georges de Bourbon-Busset, graaf van Lignières (1860-1932) | Marie Louis Gabriel Georges de Bourbon-Busset, graaf van Lignières (1860-1932) | Marie Jeanne de Kerret de Quillien (1866-1958)       | Marie Jeanne de Kerret de Quillien (1866-1958)       | Marie Jeanne de Kerret de Quillien (1866-1958) | Marie Jeanne de Kerret de Quillien (1866-1958) | Marie Jeanne de Kerret de Quillien (1866-1958) | Marie Jeanne de Kerret de Quillien (1866-1958) |  |  | Bernhard van Lippe (1872-1934)   | Bernhard van Lippe (1872-1934)   | Bernhard van Lippe (1872-1934)   | Bernhard van Lippe (1872-1934)   | Bernhard van Lippe (1872-1934)             | Bernhard van Lippe (1872-1934)             | Armgard von Cramm (1883-1971)              | Armgard von Cramm (1883-1971)              | Armgard von Cramm (1883-1971)              | Armgard von Cramm (1883-1971)              | Armgard von Cramm (1883-1971)       | Armgard von Cramm (1883-1971)       |                                     |                                     | Hendrik van Mecklenburg-Schwerin (1876–1934) | Hendrik van Mecklenburg-Schwerin (1876–1934) | Hendrik van Mecklenburg-Schwerin (1876–1934) | Hendrik van Mecklenburg-Schwerin (1876–1934) | Hendrik van Mecklenburg-Schwerin (1876–1934) | Hendrik van Mecklenburg-Schwerin (1876–1934) | Wilhelmina der Nederlanden (1880–1962) | Wilhelmina der Nederlanden (1880–1962) | Wilhelmina der Nederlanden (1880–1962) | Wilhelmina der Nederlanden (1880–1962) | Wilhelmina der Nederlanden (1880–1962) | Wilhelmina der Nederlanden (1880–1962) |  |  |  |  |  |  |  |  |  |  |  |  |  |  |  |  |  |  |  |  |  |  |  |  |  |  |  |  |  |  |  |  |  |  |  |  |  |  |  |  |  |  |  |  |  |  |  |  |
|                                        |                                        |                                        |                                        |                                        |                                        |                                        |                                        |                                        |                                        |                                          |                                          |                                          |                                          |                                                                                |                                                                                |                                                                                |                                                                                |                                                                                |                                                                                |                                                      |                                                      |                                                |                                                |                                                |                                                |  |  |                                  |                                  |                                  |                                  |                                            |                                            |                                            |                                            |                                            |                                            |                                     |                                     |                                     |                                     |                                              |                                              |                                              |                                              |                                              |                                              |                                        |                                        |                                        |                                        |                                        |                                        |  |  |  |  |  |  |  |  |  |  |  |  |  |  |  |  |  |  |  |  |  |  |  |  |  |  |  |  |  |  |  |  |  |  |  |  |  |  |  |  |  |  |  |  |  |  |  |  |
|                                        |                                        |                                        |                                        | Xavier van Bourbon-Parma (1889-1977)   | Xavier van Bourbon-Parma (1889-1977)   | Xavier van Bourbon-Parma (1889-1977)   | Xavier van Bourbon-Parma (1889-1977)   | Xavier van Bourbon-Parma (1889-1977)   | Xavier van Bourbon-Parma (1889-1977)   |                                          |                                          |                                          |                                          |                                                                                |                                                                                | Marie Madeleine Yvonne de Bourbon-Busset (1898-1984)                           | Marie Madeleine Yvonne de Bourbon-Busset (1898-1984)                           | Marie Madeleine Yvonne de Bourbon-Busset (1898-1984)                           | Marie Madeleine Yvonne de Bourbon-Busset (1898-1984)                           | Marie Madeleine Yvonne de Bourbon-Busset (1898-1984) | Marie Madeleine Yvonne de Bourbon-Busset (1898-1984) |                                                |                                                |                                                |                                                |  |  |                                  |                                  |                                  |                                  | Bernhard van Lippe-Biesterfeld (1911–2004) | Bernhard van Lippe-Biesterfeld (1911–2004) | Bernhard van Lippe-Biesterfeld (1911–2004) | Bernhard van Lippe-Biesterfeld (1911–2004) | Bernhard van Lippe-Biesterfeld (1911–2004) | Bernhard van Lippe-Biesterfeld (1911–2004) |                                     |                                     |                                     |                                     |                                              |                                              | Juliana der Nederlanden (1909-2004)          | Juliana der Nederlanden (1909-2004)          | Juliana der Nederlanden (1909-2004)          | Juliana der Nederlanden (1909-2004)          | Juliana der Nederlanden (1909-2004)    | Juliana der Nederlanden (1909-2004)    |                                        |                                        |                                        |                                        |  |  |  |  |  |  |  |  |  |  |  |  |  |  |  |  |  |  |  |  |  |  |  |  |  |  |  |  |  |  |  |  |  |  |  |  |  |  |  |  |  |  |  |  |  |  |  |  |
|                                        |                                        |                                        |                                        | Xavier van Bourbon-Parma (1889-1977)   | Xavier van Bourbon-Parma (1889-1977)   | Xavier van Bourbon-Parma (1889-1977)   | Xavier van Bourbon-Parma (1889-1977)   | Xavier van Bourbon-Parma (1889-1977)   | Xavier van Bourbon-Parma (1889-1977)   |                                          |                                          |                                          |                                          |                                                                                |                                                                                | Marie Madeleine Yvonne de Bourbon-Busset (1898-1984)                           | Marie Madeleine Yvonne de Bourbon-Busset (1898-1984)                           | Marie Madeleine Yvonne de Bourbon-Busset (1898-1984)                           | Marie Madeleine Yvonne de Bourbon-Busset (1898-1984)                           | Marie Madeleine Yvonne de Bourbon-Busset (1898-1984) | Marie Madeleine Yvonne de Bourbon-Busset (1898-1984) |                                                |                                                |                                                |                                                |  |  |                                  |                                  |                                  |                                  | Bernhard van Lippe-Biesterfeld (1911–2004) | Bernhard van Lippe-Biesterfeld (1911–2004) | Bernhard van Lippe-Biesterfeld (1911–2004) | Bernhard van Lippe-Biesterfeld (1911–2004) | Bernhard van Lippe-Biesterfeld (1911–2004) | Bernhard van Lippe-Biesterfeld (1911–2004) |                                     |                                     |                                     |                                     |                                              |                                              | Juliana der Nederlanden (1909-2004)          | Juliana der Nederlanden (1909-2004)          | Juliana der Nederlanden (1909-2004)          | Juliana der Nederlanden (1909-2004)          | Juliana der Nederlanden (1909-2004)    | Juliana der Nederlanden (1909-2004)    |                                        |                                        |                                        |                                        |  |  |  |  |  |  |  |  |  |  |  |  |  |  |  |  |  |  |  |  |  |  |  |  |  |  |  |  |  |  |  |  |  |  |  |  |  |  |  |  |  |  |  |  |  |  |  |  |
|                                        |                                        |                                        |                                        |                                        |                                        |                                        |                                        |                                        |                                        | Carel Hugo van Bourbon-Parma (1930-2010) | Carel Hugo van Bourbon-Parma (1930-2010) | Carel Hugo van Bourbon-Parma (1930-2010) | Carel Hugo van Bourbon-Parma (1930-2010) | Carel Hugo van Bourbon-Parma (1930-2010)                                       | Carel Hugo van Bourbon-Parma (1930-2010)                                       |                                                                                |                                                                                |                                                                                |                                                                                |                                                      |                                                      |                                                |                                                |                                                |                                                |  |  |                                  |                                  |                                  |                                  |                                            |                                            |                                            |                                            |                                            |                                            | Irene der Nederlanden (1939)        | Irene der Nederlanden (1939)        | Irene der Nederlanden (1939)        | Irene der Nederlanden (1939)        | Irene der Nederlanden (1939)                 | Irene der Nederlanden (1939)                 |                                              |                                              |                                              |                                              |                                        |                                        |                                        |                                        |                                        |                                        |  |  |  |  |  |  |  |  |  |  |  |  |  |  |  |  |  |  |  |  |  |  |  |  |  |  |  |  |  |  |  |  |  |  |  |  |  |  |  |  |  |  |  |  |  |  |  |  |
|                                        |                                        |                                        |                                        |                                        |                                        |                                        |                                        |                                        |                                        | Carel Hugo van Bourbon-Parma (1930-2010) | Carel Hugo van Bourbon-Parma (1930-2010) | Carel Hugo van Bourbon-Parma (1930-2010) | Carel Hugo van Bourbon-Parma (1930-2010) | Carel Hugo van Bourbon-Parma (1930-2010)                                       | Carel Hugo van Bourbon-Parma (1930-2010)                                       |                                                                                |                                                                                |                                                                                |                                                                                |                                                      |                                                      |                                                |                                                |                                                |                                                |  |  |                                  |                                  |                                  |                                  |                                            |                                            |                                            |                                            |                                            |                                            | Irene der Nederlanden (1939)        | Irene der Nederlanden (1939)        | Irene der Nederlanden (1939)        | Irene der Nederlanden (1939)        | Irene der Nederlanden (1939)                 | Irene der Nederlanden (1939)                 |                                              |                                              |                                              |                                              |                                        |                                        |                                        |                                        |                                        |                                        |  |  |  |  |  |  |  |  |  |  |  |  |  |  |  |  |  |  |  |  |  |  |  |  |  |  |  |  |  |  |  |  |  |  |  |  |  |  |  |  |  |  |  |  |  |  |  |  |
|                                        |                                        |                                        |                                        |                                        |                                        |                                        |                                        |                                        |                                        |                                          |                                          |                                          |                                          |                                                                                |                                                                                |                                                                                |                                                                                |                                                                                |                                                                                |                                                      |                                                      |                                                |                                                |                                                |                                                |  |  |                                  |                                  |                                  |                                  |                                            |                                            |                                            |                                            |                                            |                                            |                                     |                                     |                                     |                                     |                                              |                                              |                                              |                                              |                                              |                                              |                                        |                                        |                                        |                                        |                                        |                                        |  |  |  |  |  |  |  |  |  |  |  |  |  |  |  |  |  |  |  |  |  |  |  |  |  |  |  |  |  |  |  |  |  |  |  |  |  |  |  |  |  |  |  |  |  |  |  |  |
|                                        |                                        |                                        |                                        |                                        |                                        |                                        |                                        |                                        |                                        |                                          |                                          |                                          |                                          |                                                                                |                                                                                |                                                                                |                                                                                |                                                                                |                                                                                |                                                      |                                                      |                                                |                                                |                                                |                                                |  |  |                                  |                                  |                                  |                                  |                                            |                                            |                                            |                                            |                                            |                                            |                                     |                                     |                                     |                                     |                                              |                                              |                                              |                                              |                                              |                                              |                                        |                                        |                                        |                                        |                                        |                                        |  |  |  |  |  |  |  |  |  |  |  |  |  |  |  |  |  |  |  |  |  |  |  |  |  |  |  |  |  |  |  |  |  |  |  |  |  |  |  |  |  |  |  |  |  |  |  |  |
|                                        |                                        |                                        |                                        |                                        |                                        |                                        |                                        |                                        |                                        |                                          |                                          | Carlos de Bourbon de Parme (1970)        | Carlos de Bourbon de Parme (1970)        | Carlos de Bourbon de Parme (1970)                                              | Carlos de Bourbon de Parme (1970)                                              | Carlos de Bourbon de Parme (1970)                                              | Carlos de Bourbon de Parme (1970)                                              |                                                                                |                                                                                | Margarita de Bourbon de Parme (1972)                 | Margarita de Bourbon de Parme (1972)                 | Margarita de Bourbon de Parme (1972)           | Margarita de Bourbon de Parme (1972)           | Margarita de Bourbon de Parme (1972)           | Margarita de Bourbon de Parme (1972)           |  |  | Jaime de Bourbon de Parme (1972) | Jaime de Bourbon de Parme (1972) | Jaime de Bourbon de Parme (1972) | Jaime de Bourbon de Parme (1972) | Jaime de Bourbon de Parme (1972)           | Jaime de Bourbon de Parme (1972)           |                                            |                                            | Carolina de Bourbon de Parme (1974)        | Carolina de Bourbon de Parme (1974)        | Carolina de Bourbon de Parme (1974) | Carolina de Bourbon de Parme (1974) | Carolina de Bourbon de Parme (1974) | Carolina de Bourbon de Parme (1974) |                                              |                                              |                                              |                                              |                                              |                                              |                                        |                                        |                                        |                                        |                                        |                                        |  |  |  |  |  |  |  |  |  |  |  |  |  |  |  |  |  |  |  |  |  |  |  |  |  |  |  |  |  |  |  |  |  |  |  |  |  |  |  |  |  |  |  |  |  |  |  |  |

- International Standard Name Identifier: 0000 0003 8797 7932
- Nederlandse Thesaurus van Auteursnamen: 305357425
- Virtual International Authority File: 281050428